# Caroline Brady (filólogo)
assinatura
Caroline Agnes Brady (Tientsin, 3 de outubro de 1905 — Bellevue, 5 de novembro de 1984) foi uma filóloga americana cuja bolsa de estudos foi focada no funcionamento do inglês antigo e norueguês antigo. Entre outros lugares, ela ensinou na Universidade da Califórnia em Berkeley, na Universidade da Pensilvânia, e Universidade Harvard, onde ela foi nomeada em Marion Talbot Fellow da American Association of University Women. Ela publicou uma série de obras, principalmente o livro Lendas de Ermanaric e três influentes trabalhos sobre o poema Anglo-saxões Beowulf.

## Detalhes pessoais
Caroline Inês Brady (por vezes referido como Caroline Agnes Von Egmont Brady) nasceu em outubro de 1905, na China. Seu pai era Coronel David John Brady, um engenheiro, e sua mãe Maude short Brady. Ela tinha uma irmã, Frances Maud Brady.
David Brady morreu no final de janeiro, 1953, e sua esposa, em novembro de 1959. Caroline Brady foi referida como "o final de Caroline Brady", em 1983. Frances Brady, em seguida, Frances Brady Ackley, morreu em 14 de dezembro de 1993; o seu obituário mencionado apenas primos entre seus sobreviventes.

## Carreira
Brady recebeu seu B. A., em inglês, da Universidade da Califórnia, em Los Angeles, onde se formou em 1928. em seguida, Ela começou seu trabalho de doutoramento. Ph.D. na Universidade da Califórnia, em Berkeley, graduando-se em 1935 ou 1936. No mesmo ano ela se tornou instrutora de inglês na Faculdade de Agricultura da Universidade da Califórnia. Brady foi promovida no dia 13 de julho de 1941, para professor assistente de língua e literatura, no campus de Berkeley. Em 1943, Brady "reescreveu" a dissertação que foi publicada como As Lendas de Ermanaric. Brady continuou ensinando, em Berkeley, até 1946.  A partir daí, ela lecionou por três anos na Universidade da Pensilvânia, como assistente do professor de inglês.
Em 1949 Brady mudou-se para Klamath Falls, Oregon, como um dos quatro inaugural de instrutores para o recém-inaugurado Oregon Central Community College O colégio teve campus em ambas as Bend Oregon e Klamath Falls; Brady ensinou tanto, que oferece cursos de inglês Composição e Levantamento da Literatura inglesa. Depois de apenas alguns meses no cargo, no entanto, Brady foi forçada a demitir-se devido a problemas de saúde.
Brady tinha começado a trabalhar na universidade de Harvard em 1953. Em 1952-53, ela foi nomeada em Marion Talbot Fellow da American Association of University Women.
Até que, em 1979, Brady parece ter retornado para a Califórnia. nesse ano, ela publicou a segunda parte em sua Beowulf trilogia, "Armas" em Beowulf. O trabalho final da trilogia, 

## Apreciação crítica
O livro de Brady Lendas de Ermanaric sugeriu que o rei gótico Ermanaric, que governou no século iv, foi o tema de dois grandes tradições: uma, em lendas Ostrogothic, vendo ele como um bom rei, e um segundo, promulgada por aqueles subjugados por ele, como um mal. além de ter "um soberano desprezo de parecer fundamentado." Esse "desrespeito" causou um revisor para rotular Brady trabalho "mais valioso na esfera da crítica de construção", e outro para observação de que suas conclusões são alcançadas sem dependência de os pontos de vista dos antecessores, e um pode ser a certeza de que, em alguns bairros, o volume será cuidadosamente penteadas para falhas para coincidir com aqueles a quem ela foi descoberta no raciocínio dos outros." de Facto, depois de Brady "vigoroso de inclinação, com não menos de um sábio do que Kemp Malone o último escreveu dois separados comentários depreciativos sua bolsa de estudos.
Outros que se preocupam com Brady tese, sem serem tão pejorativo, incluindo uma que denominou o livro "sem dúvida, uma das obras mais importantes que assunto difícil de heróica lenda que veio de Americana bolsa de estudos nos últimos anos." de 1979 e 1983 artigos sobre as palavras usadas para descrever armas e guerreiros nos países Anglo-Saxónicos poema Beowulf sugeriu que, ao contrário da intercambialidade de palavras usadas para outras disciplinas, tais como a bebida forte, as palavras usadas para descrever armas foram, precisamente, adaptados para atender seus contextos específicos. Tomadas com ela 1952 artigo Sinônimos para "Mar" em Beowulf, estes são descritos por Um Beowulf Manual como "três estudos fundamentais" que examinar o contexto em que o Beowulf poeta escolheu uma palavra, em vez de simplesmente a palavra em si. Como Brady, concluiu, "este poeta não é artífice mecanicamente acumulando sinônimos e metáforas convencionais, mas um artista que sabe como usar uma variedade de palavras e frases." a Sua abordagem foi considerada "filológico no sentido tradicional" e ter lançar luz sobre "as máscaras do significado da dicção" usados no poema.

## Publicações
Além do livro e o Beowulf artigos, Brady publicou uma série de outras obras durante sua carreira, alguns dos quais estão listados abaixo. Ela também leu uma série de documentos, incluindo alguns que, em última instância foi publicada, em conferências académicas, nomeadamente nas reuniões da Filológicos Associação da Costa do Pacífico e a Associação de línguas Modernas.

### Livros
- Brady, Caroline (1943). As Lendas de Ermanaric. Berkley: University of California Press. OCLC 878278262

### Artigos
- Brady, Caroline (novembro de 1933). «A Note on the Historical Prototype of Sigfried». University of Chicago Press. Modern Philology. 31 (2): 195–196. JSTOR 433891. doi:10.1086/388087
- Brady, Caroline (1937). The Eormanric of the Wīdsīð. Col: University of California Publications in English, 6. III. Berkeley: University of California Press
- Brady, Caroline (abril de 1938). «Becca of the Banings». University of Illinois Press. The Journal of English and Germanic Philology. XXXVII (2): 169–188. JSTOR 27704379
- Brady, Caroline (abril de 1939). «The Date and Metre of the Hamðismál». University of Illinois Press. The Journal of English and Germanic Philology. XXXVIII (2): 201–216. JSTOR 27704484
- Brady, Caroline (outubro de 1940). «Innweorud Earmanrices». University of Chicago Press. Speculum. XV (4): 454–459. JSTOR 2853463. doi:10.2307/2853463
- Brodeur, Arthur Gilchrist; Brady, Caroline (novembro de 1940). «Sundrmœðri–Sammœðra». Society for the Advancement of Scandinavian Study. Scandinavian Studies and Notes. XVI (4): 133–137. JSTOR 40908177
- Brady, Caroline (dezembro de 1940). «Óðinn and the Norse Jǫrmunrekkr-Legend». Modern Language Association. Publications of the Modern Language Association. LV (4): 910–930. JSTOR 458885. doi:10.2307/458885
- Brady, Caroline (1952a). «The Synonyms for "Sea" in Beowulf» (PDF). Studies in Honor of Albert Morey Sturtevant. Lawrence, Kansas: University of Kansas Press. pp. 22–46
- Brady, Caroline (junho de 1952b). «The Old English Nominal Compounds in -rád». Modern Language Association. Publications of the Modern Language Association. LXVII (4): 538–571. JSTOR 459826
- Brady, Caroline (1979). «'Weapons' in Beowulf: an analysis of the nominal compounds and an evaluation of the poet's use of them». Cambridge University Press. Anglo-Saxon England. 8: 79–141. doi:10.1017/S0263675100003045
- Brady, Caroline (1983). «'Warriors' in Beowulf: an analysis of the nominal compounds and an evaluation of the poet's use of them». Cambridge University Press. Anglo-Saxon England. 11: 199–246. doi:10.1017/S0263675100002611
- Brady, Caroline. «Kings Frotho I-V: A Study in Saxo's Historical Method». Unpublished[19][20]

### Critícas
- Brady, Caroline (janeiro–junho de 1941). «The Orkneyinga Saga by Alexander Burt Taylor». American Folklore Society. The Journal of American Folklore. 54 (211–212): 90–92. JSTOR 535815. doi:10.2307/535815
- Brady, Caroline (abril de 1951). «Walter of Aquitaine: Materials for the Study of His Legend by F. P. Magoun, Jr. & H. M. Smyser». University of Chicago Press. Speculum. XXVI (2): 397–401. JSTOR 2852428. doi:10.2307/2852428
- Brady, Caroline (novembro de 1955). «The Digressions in Beowulf. by Adrien Bonjour». Johns Hopkins University Press. Modern Language Notes. LXX (7): 521–524. JSTOR 3039650. doi:10.2307/3039650